# Gotico italiano

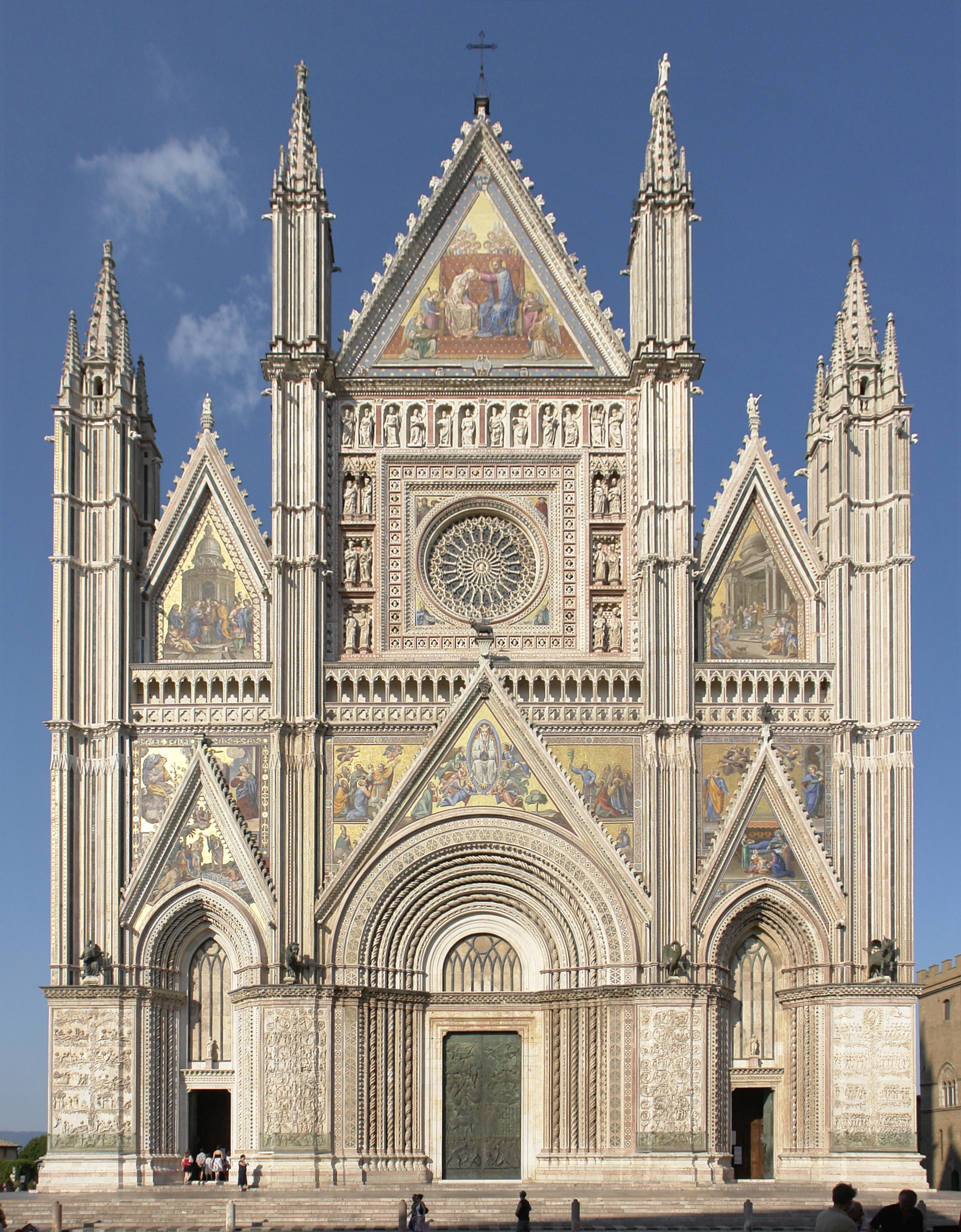
Il Duomo di Orvieto.

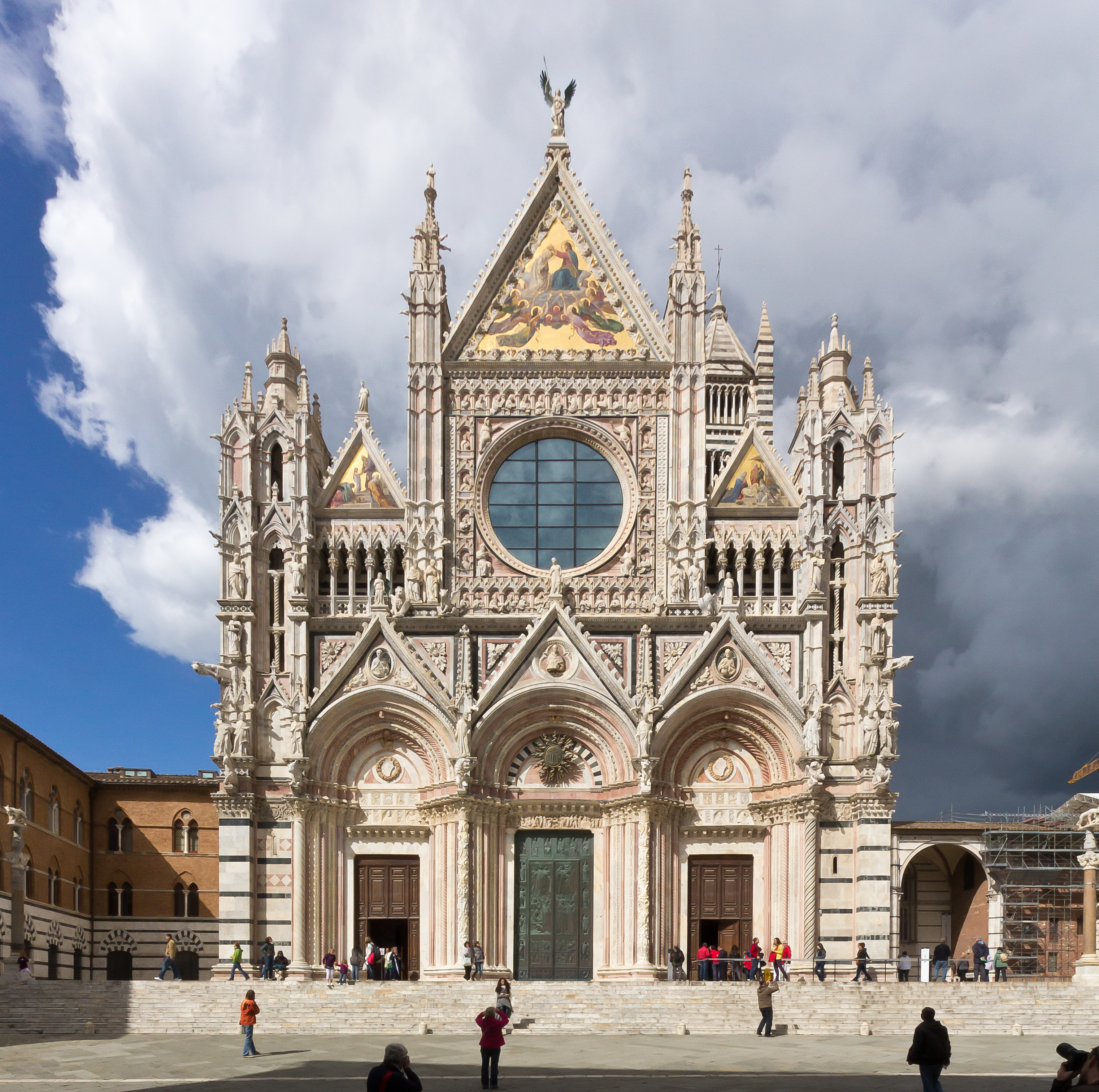
Il Duomo di Siena.

Il Gotico italiano (anche descritto e definito come gotico “temperato”) ha caratteristiche che lo distinguono notevolmente da quello del luogo d'origine dell'architettura gotica, ovvero la Francia, e dagli altri paesi europei in cui questo linguaggio si è diffuso (Gran Bretagna, Germania, Spagna).
Lo stile gotico italiano è il risultato di una mediazione tra l’architettura francese e la tradizione romanica.
Non viene recepita l'innovazione tecnica e l'arditezza strutturale delle cattedrali francesi, preferendo mantenere la tradizione costruttiva consolidata nei secoli precedenti, e anche dal punto di vista estetico e formale non trova un grande sviluppo lo slancio verticale quasi estatico dell'architettura d'oltralpe. Se da un lato quindi c'era stata un'applicazione precoce di elementi gotici in epoca romanica (i rosoni e le volte a costoloni nel nord e centro Italia, gli archi a sesto acuto di retaggio arabo in Italia meridionale), dall'altro la tradizione romanica, influenzata dai modelli bizantini, paleocristiani e classici, resistette al principio dell'annullamento delle pareti. Ciò fu dovuto probabilmente anche a questioni puramente pratiche: il clima italiano avrebbe fatto negli edifici coperti di vetrate un "effetto luminescente" nei mesi estivi, per cui la soluzione preferita fu quella di mantenere strutture in massiccia muratura, più fresche, sulle quali si stendevano preziose decorazioni ad affresco. Si ebbe quindi in Italia un compromesso tra romanico e gotico, senza eccessivi slanci in altezza e riduzioni scheletriche delle masse murarie.
Una possibile periodizzazione dell'architettura gotica italiana contempla una fase iniziale nel XII secolo con lo sviluppo dell'architettura cistercense, una fase successiva dal 1228 al 1290 di "primo gotico"; le realizzazioni dal 1290 al 1385 sono considerate di "gotico maturo" ed infine l'ultima fase dal 1385 fino al XVI secolo con l'inizio e la prosecuzione di cantieri "tardo gotici" come al Duomo di Milano o di Napoli, e alla Basilica di San Petronio a Bologna.

## Gli inizi dell'architettura gotica in Italia
L'Italia fu una delle ultime nazioni europee dove si sviluppò l'arte gotica. L'architettura, come in altre parti dell'Europa, è all'inizio un prodotto di importazione. Il vettore principale è costituito dagli edifici dell'ordine benedettino cistercense, che dalla zona d'origine, la Borgogna, in Francia, con in particolare le abbazie di Cîteaux e Clairvaux; si espanse in tutta l'Europa occidentale.
L'architettura dell'ordine cistercense costituiva un sottolinguaggio particolare dell'edilizia gotica. Si tratta infatti di un'architettura che accoglie le principali innovazioni già espresse nelle cattedrali dell'Île-de-France, ma in forma molto più moderata e in un certo senso "ascetica". Viene completamente bandita la decorazione figurativa, le vetrate hanno un'estensione ridotta e sono prive di colore, il verticalismo è frenato, all'esterno non sono ammessi archi rampanti, torri o campanili. Viene però utilizzata la volta a crociera archiacuta a campate rettangolari, i pilastri a fascio che proseguono nelle costolonature delle volte e i rosoni. I capitelli presentano ornamentazioni semplicissime e prevalentemente non figurative. La lavorazione della pietra è accuratissima, e lo spazio definito dai tipici assetti planimetrici modulari e dalla nettezza e politezza delle membrature risulta, oltre che razionale, intensamente astratto. L'architettura di questo ordine si diffonde per tutto l'Occidente, e l'incontro del nuovo linguaggio con la tradizione locale costituì anche in Italia la base per gli sviluppi successivi.
I primi esempi di abbazie gotiche in Italia sono, praticamente, un misto fra romanico e gotico. L'architettura romanica che inizia ad assimilare il linguaggio gotico nelle volte a crociera ogivali e costolonate rette da pilastri a fascio, le finestre ogivali, i grandi rosoni. La prima in assoluto fu l'Abbazia di Morimondo, fondata nel 1134 dai monaci provenienti da quella borgognona di Morimond. Poi Bernardo di Chiaravalle e altri monaci provenienti dall'Abbazia di Clairvaux (Chiaravalle), danno inizio a una serie di fondazioni: le abbazie di Chiaravalle di Milano (1150-60), Abbazia di Chiaravalle della Colomba (1145), Chiaravalle di Ancona (1147), Abbazia di Chiaravalle di Fiastra (1142).

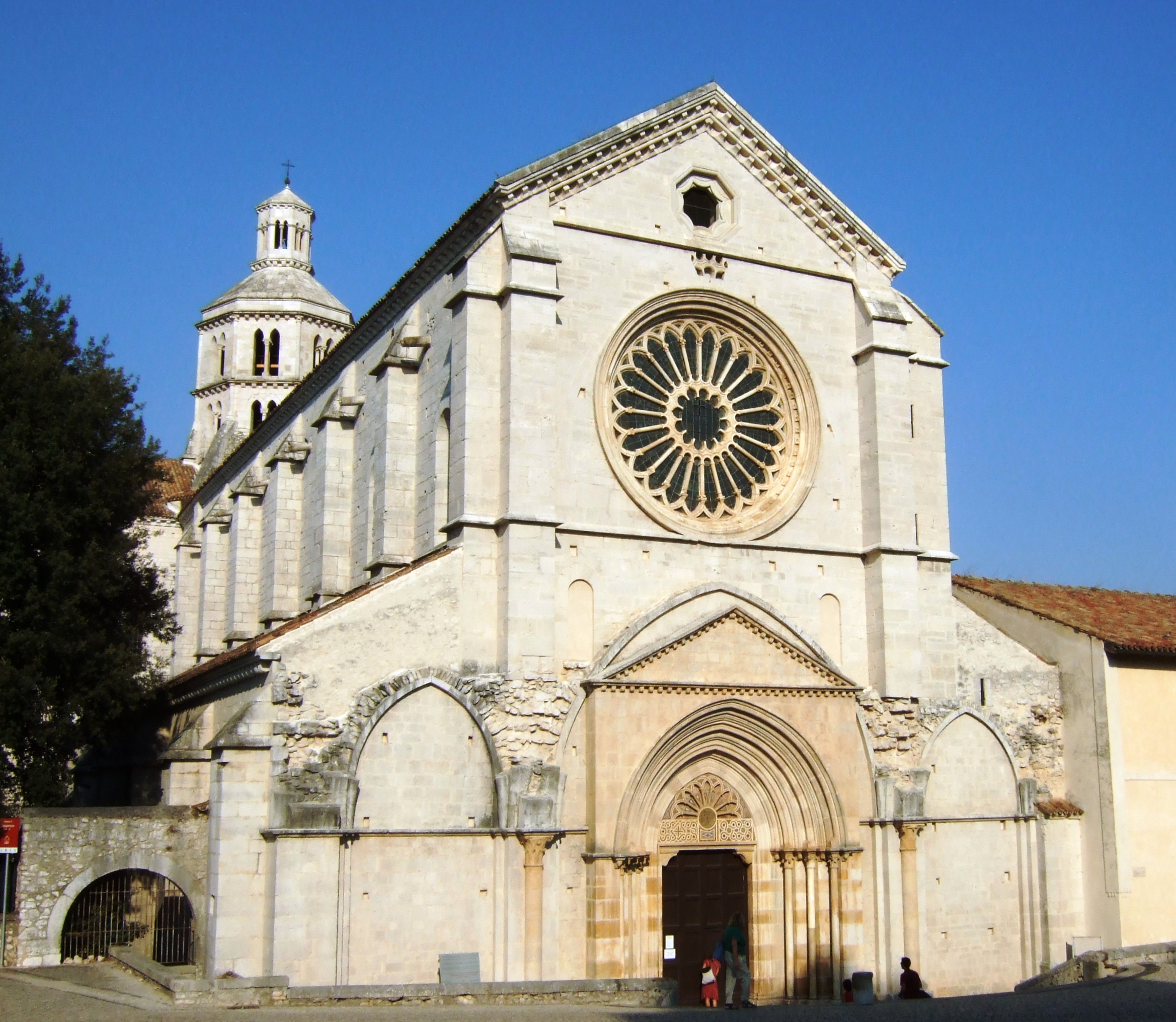
L'Abbazia di Fossanova.

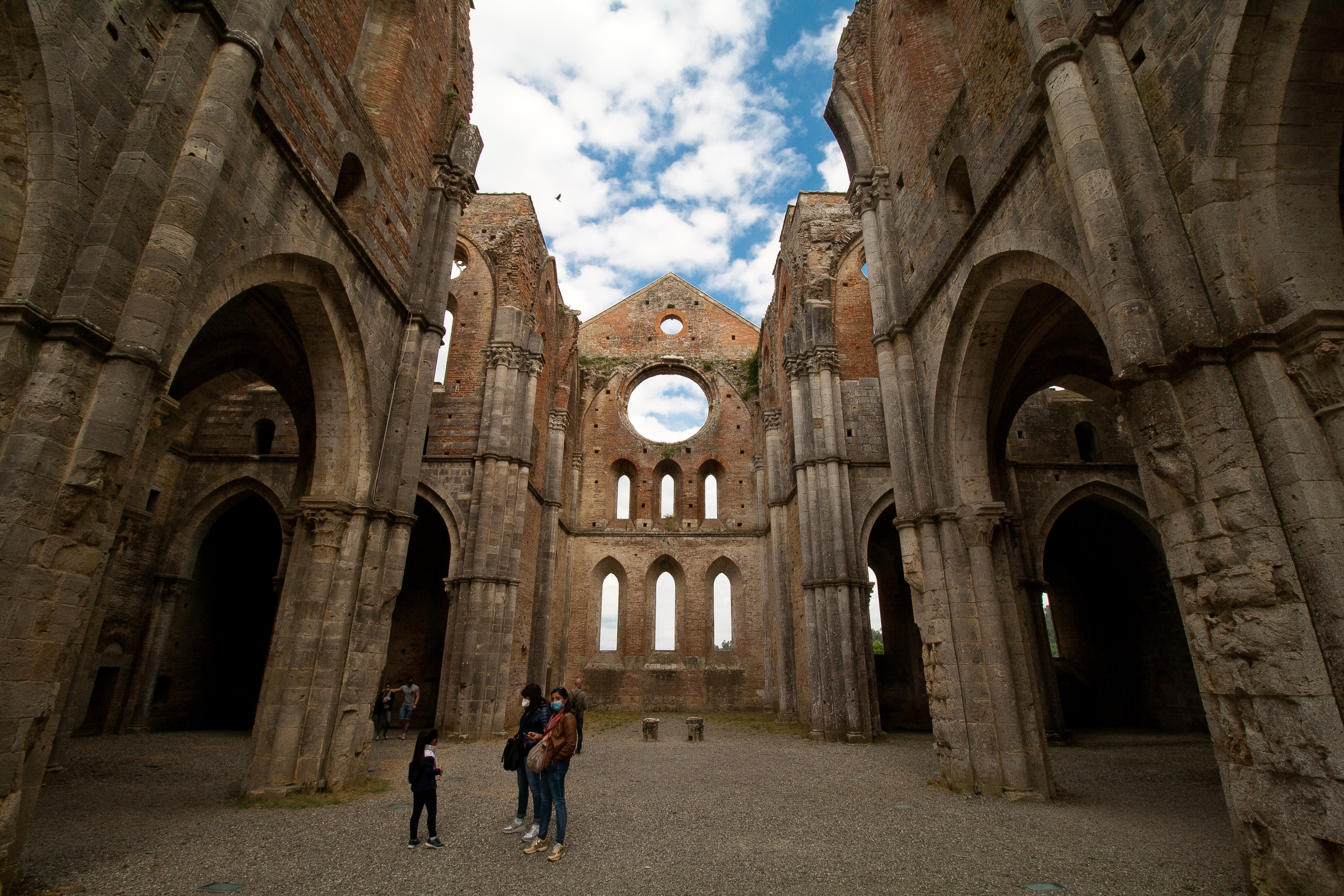
Interno dell'abbazia di San Galgano, nel senese.

Per gli edifici totalmente eretti in stile gotico si deve aspettare la costruzione del complesso di Fossanova nel Lazio (1187-1206), l'abbazia di Casamari, terminata nel 1217, o l'abbazia di San Galgano, vicino a Siena, iniziata nel 1227 e finanziata dall'imperatore Federico II. Nell'ultimo esempio, più tardo, si nota un'evoluzione del modello con un assottigliamento dei pilastri e un maggior numero di aperture che garantiscono una migliore luminosità.
L'architettura cistercense fornì spunti significativi agli ordini mendicanti, come francescani, domenicani, e agostiniani, nella cospicua fase di inurbamento dei relativi insediamenti che in Italia ha luogo fra la metà del Duecento e la metà del secolo seguente. Fra le note distintive di questi ordini vi era infatti una certa enfasi sulla decorosa povertà e semplicità degli edifici sacri, tanto che a volte erano anche privi di volte ma coperti da capriate lignee e la necessità di avere ampie navate, in modo tale che i fedeli potessero ascoltare le prediche e seguire i riti senza ingombri visivi, come invece avveniva nelle cattedrali di assetto basilicale.
Un esempio precoce di accenni significativi di grammatica gotica (su una sintassi ancora tardoromanica), è dato dalla basilica di Sant'Andrea a Vercelli (1219-1227), finanziata dal cardinale Guala Bicchieri che era stato legato pontificio in Francia e quindi aveva potuto ammirare le nuove cattedrali. Già la facciata è molto originale, con l'innesto di contrafforti a forma tubolare e di due esili torri ai lati, mentre i portali strombati presentano ancora archi a tutto sesto e le gallerie di loggette ricordano gli esiti del romanico lombardo e renano. A parte la singolare presenza di archi rampanti, l'interno sa decisamente più di gotico, per le volte a crociera ogivali dai costoloni bicromi, gettate su pilastri 'incantonati' da colonnini serventi. Un altro esempio coevo è il grandioso Battistero di Parma, dove lavorò Benedetto Antelami.
Con l'avvento del Libero comune nel centro-nord e l'affermarsi di forti monarchie al meridione, le città si fanno sempre più potenti e ricche e intraprendono un rinnovo generale degli edifici. Le cattedrali vengono ricostruite o modificate, ampliandole, come la Cattedrale di Ferrara, il Duomo di Siena o quello di Orvieto. Le dimore aristocratiche si fanno più spaziose, imponenti e luminose con l'adozione di finestre più ampie e a più aperture: bifore e trifore: Palazzo Chigi-Saracini a Siena, Palazzo Trinci a Foligno. Un cambiamento importante nell'Italia comunale è l'accrescere dei poteri e libertà civici, che portò alla necessità di costruire grandi palazzi di riunione dei Consigli municipali, spesso retti da anziani ed esponenti delle grandi famiglie nibiliari locali, che amministravano e decidevano le politiche del luogo. Ecco allora sorgere i grandi cantieri civili dei palazzi del potere che adottano a pieno ritmo lo stile gotico. Appaiono quasi sempre coronati da una merlatura e spesso accompagnati da torri campanarie fortificate, uno dei simboli ne è la Torre del Mangia di Siena. Visti gli alti costi di costruzione e la vicina ubicazione, a volte il campanile della cattedrale fungeva anche da torre civica, come ad esempio il Torrazzo di Cremona. Opere esemplari di questi palazzi vanno dai broletti lombardi di Bergamo, Cremona (1206), Como (1215); al Palazzo della Ragione di Padova (1218); al Gotico di Piacenza (1281); al Palazzo Pubblico di Siena (1297), Palazzo Vecchio di Firenze (1299); gli umbri Palazzo dei Priori a Perugia (1293) e Palazzo dei Consoli di Gubbio (1332), ai marchigiani Palazzo degli Anziani di Ancona (1270), Palazzo del Podestà di Fabriano (1255) e Palazzo dei Capitani del Popolo di Ascoli Piceno. 

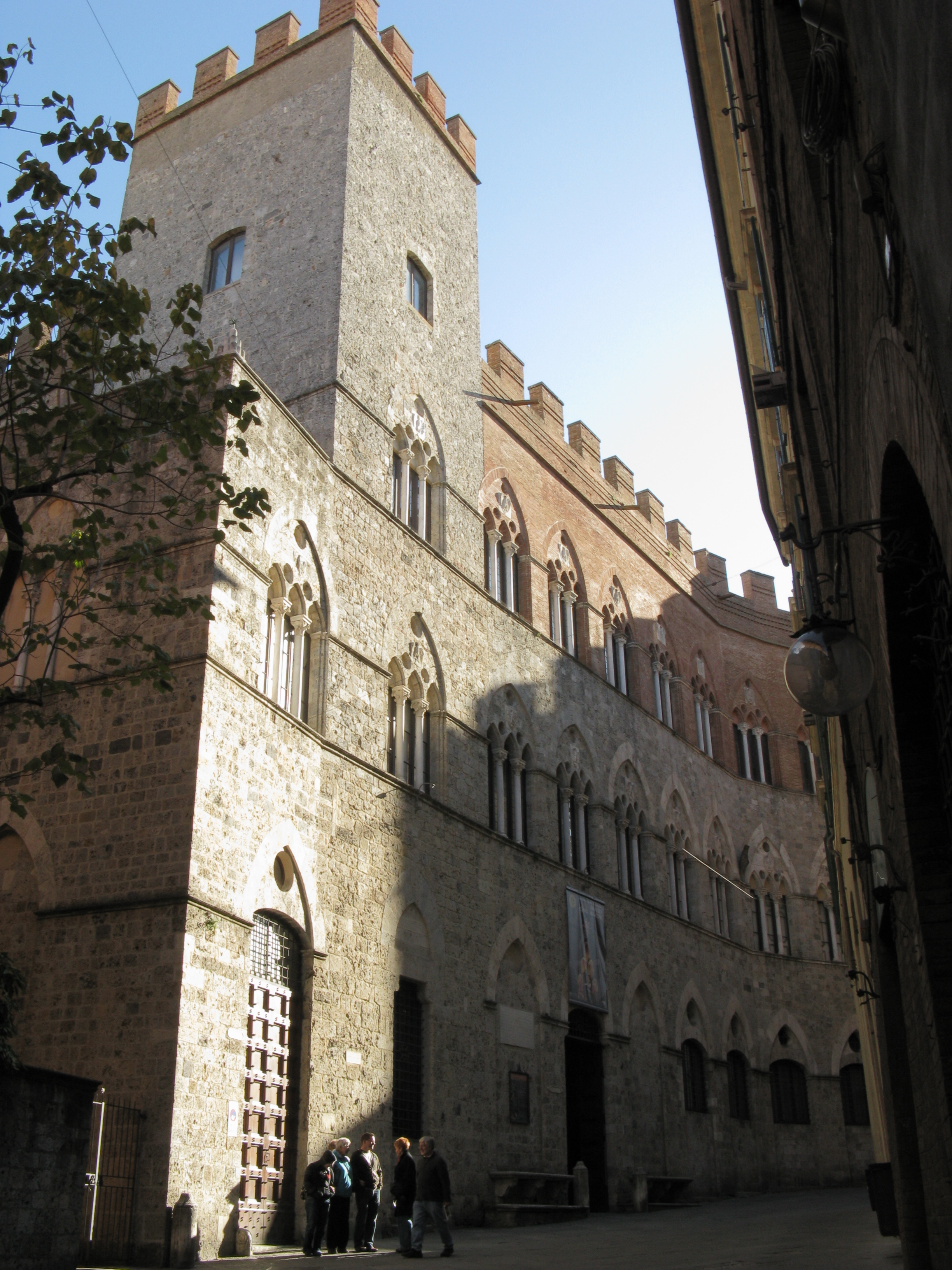
Palazzo Chigi-Saracini a Siena
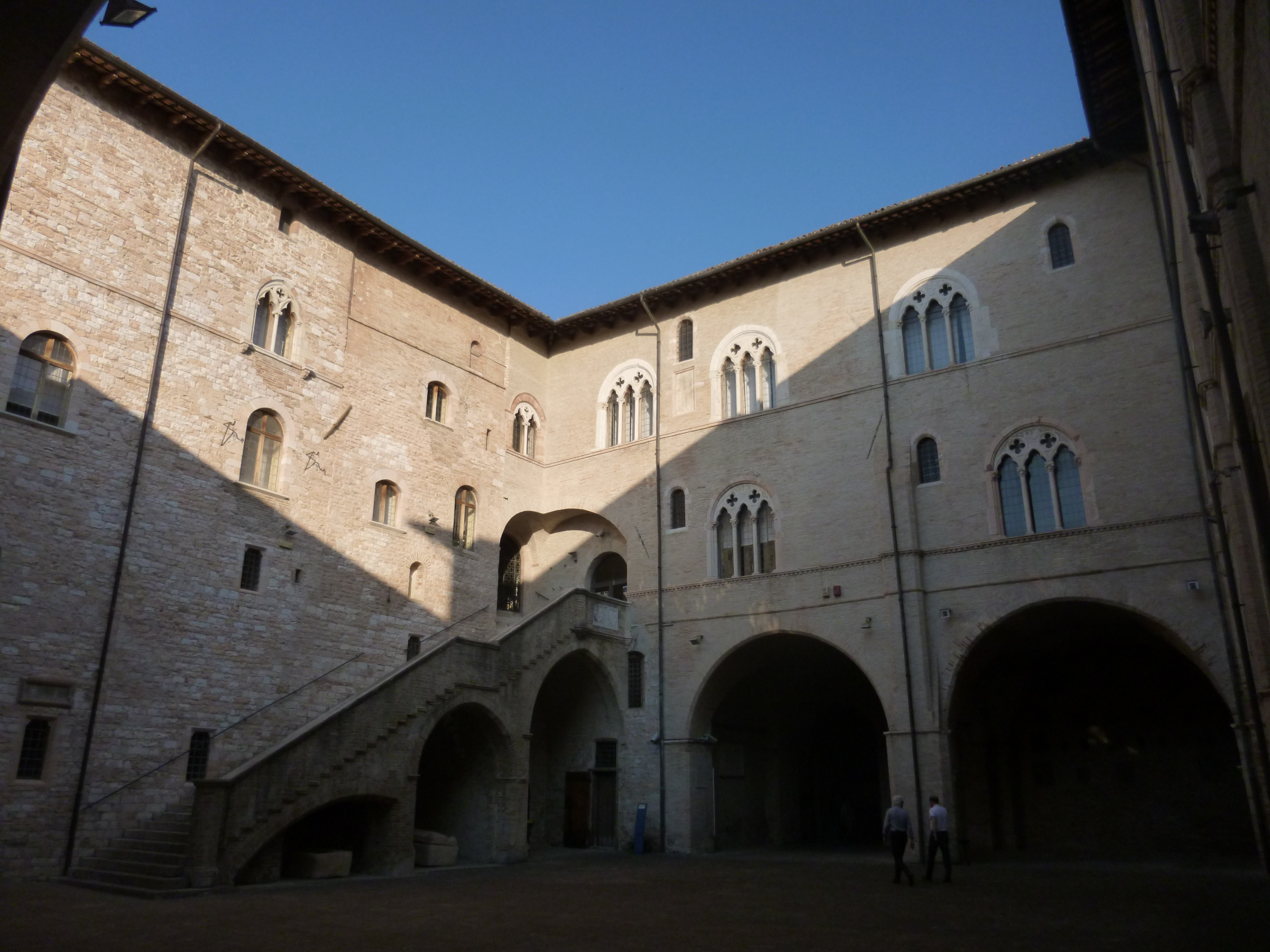
Palazzo Trinci a Foligno

## Architetture del XIII secolo

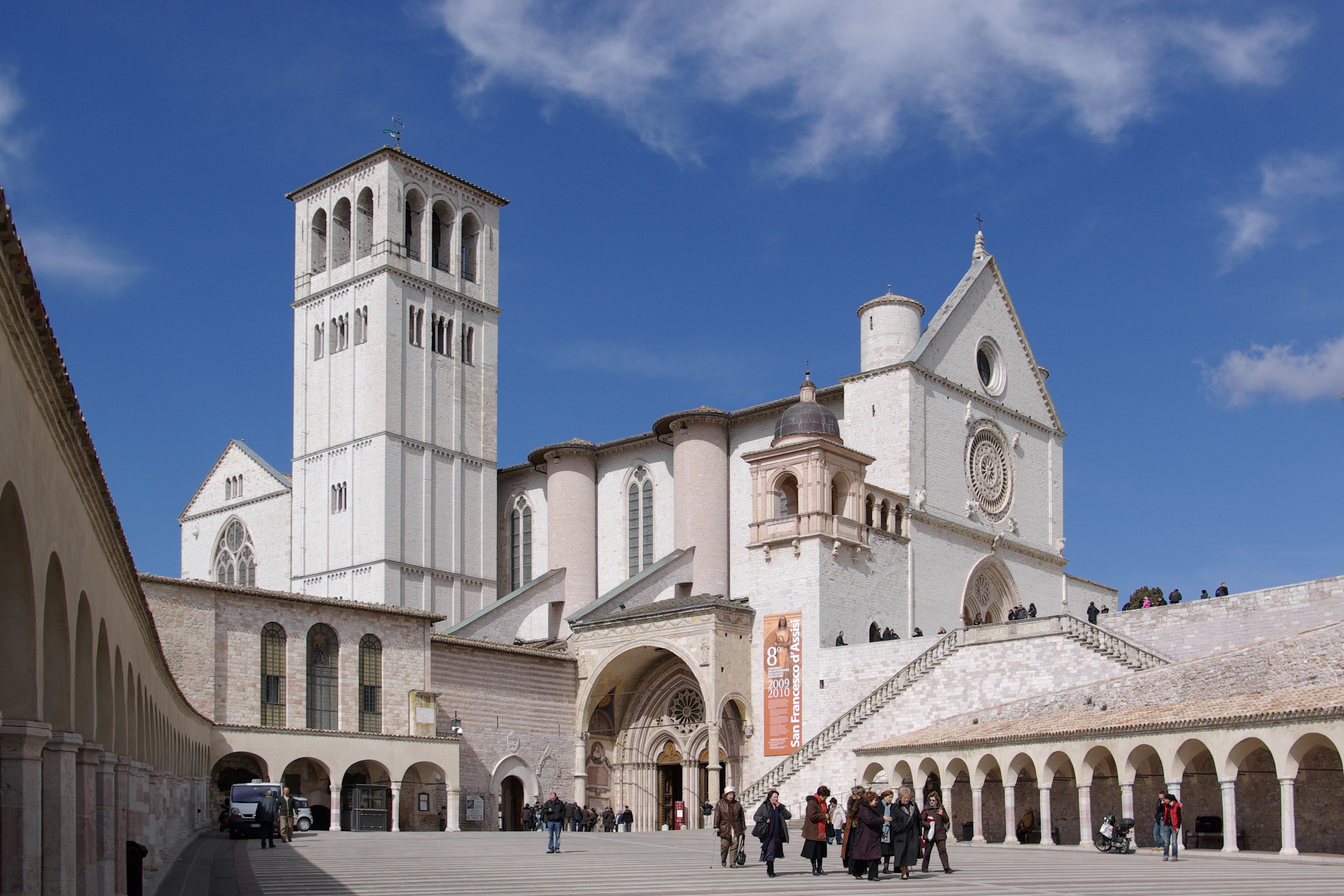
La Basilica di San Francesco ad Assisi.

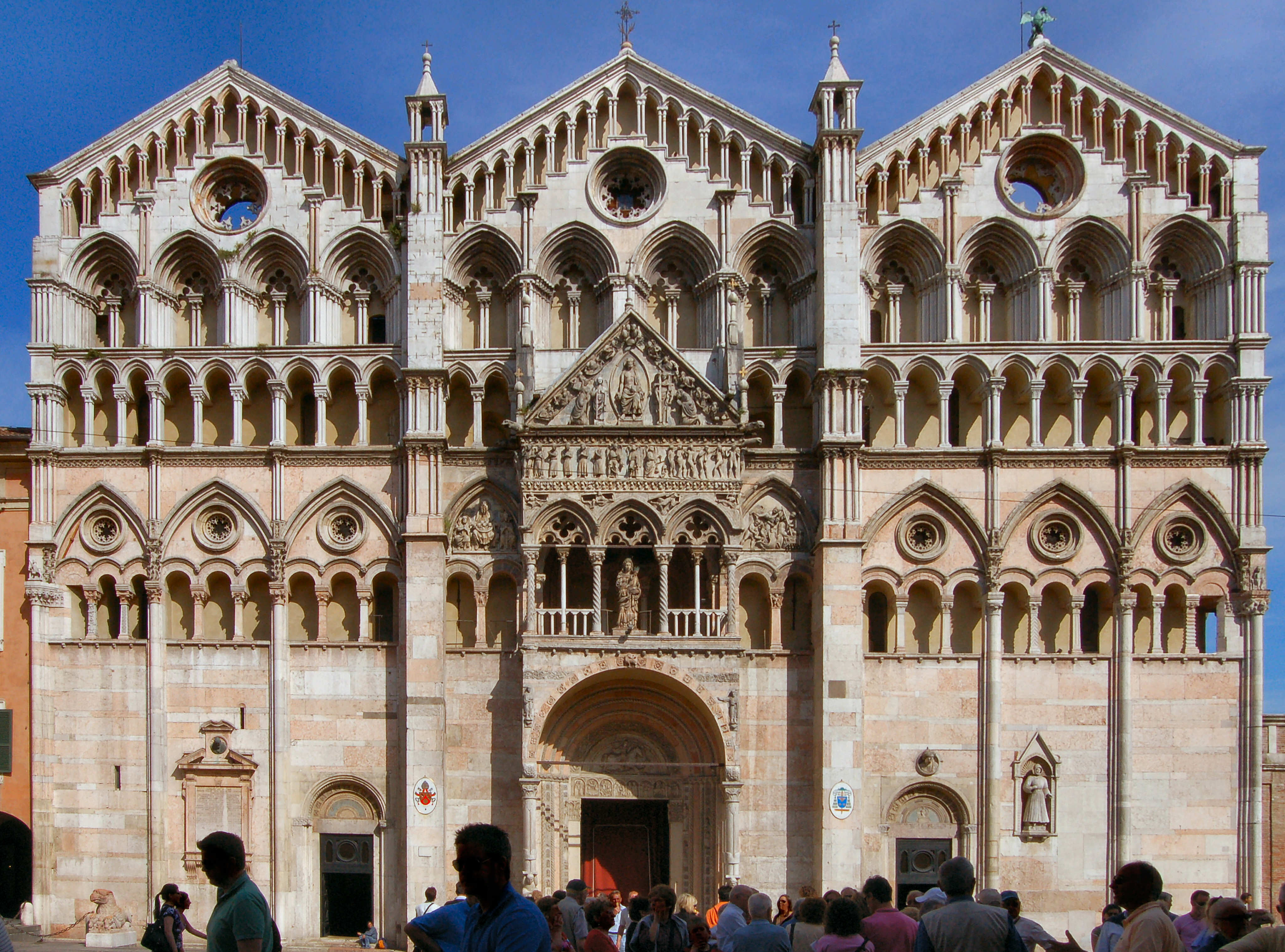
Facciata della Cattedrale di Ferrara.

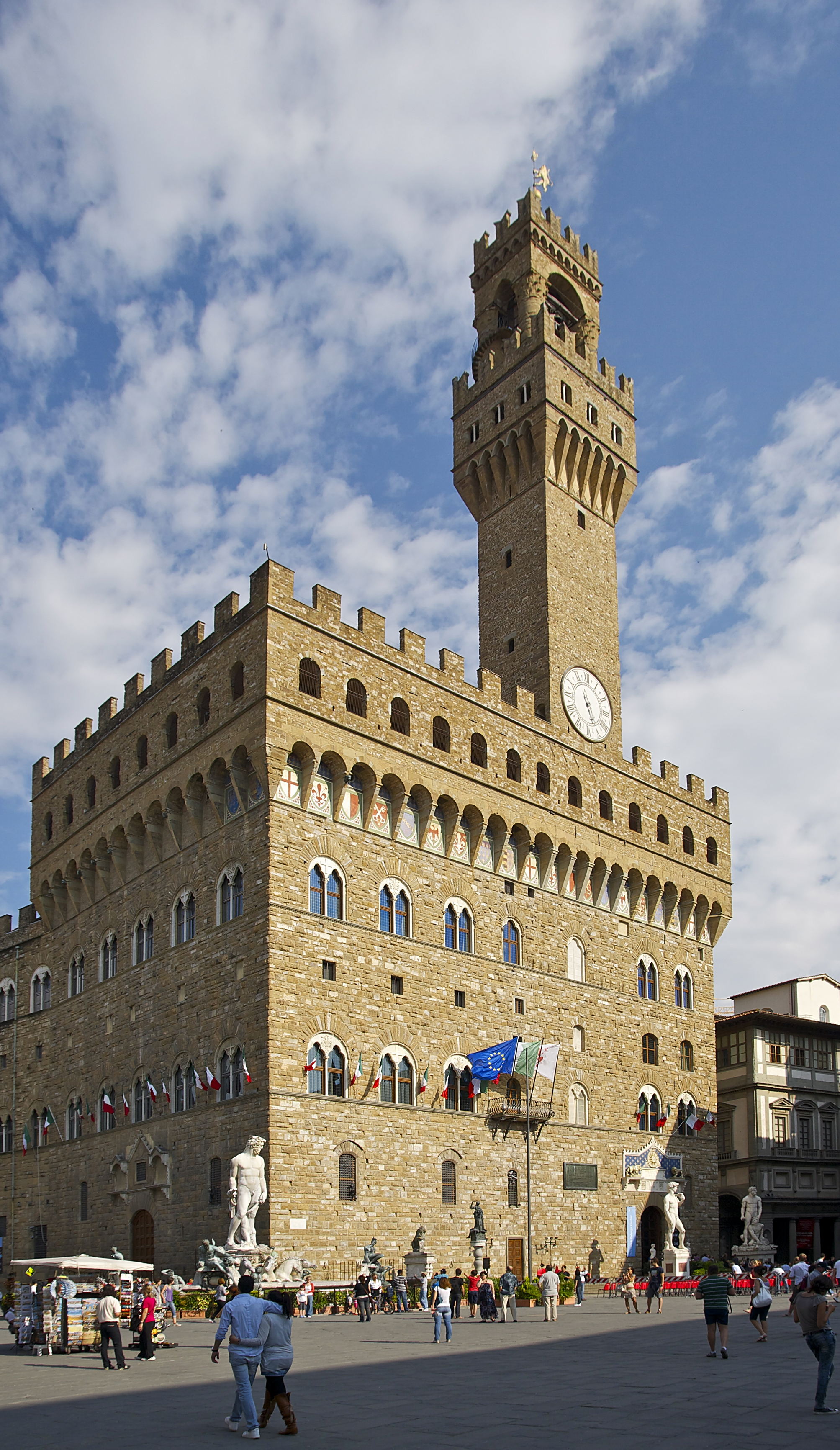
Palazzo Vecchio, Firenze.

In questo secolo vengono costruiti numerosi edifici degli ordini mendicanti:
- Chiesa di San Nicolò a Treviso, dei Domenicani (1221-82)
- Basilica di San Domenico a Bologna (1228-1240);
- Basilica di San Francesco ad Assisi (1228-1253);
- Basilica di Sant'Antonio di Padova (1232-1310);
- Basilica di San Francesco, Bologna (1236-1263);
- Cattedrale di Udine, 1236
- Basilica di Santa Maria Novella, Firenze, 1246
- Chiesa di San Francesco all'Immacolata, Messina, 1254
- Chiesa di San Fermo Maggiore, Verona, 1260
- Basilica di Santa Croce, Firenze, 1294-1395

Cattedrali:
- Duomo di Siena, 1220
- Duomo di Genova, 1230
- Facciata della Cattedrale di Ferrara, 1250
- Duomo di Asti, 1266
- Duomo di Arezzo, 1278
- Duomo di Orvieto, 1290
- Duomo di Grosseto, 1294

Pisa rappresenta un caso unico in Italia, dove l'arte gotica si fonde con l'arte romanica:
- Battistero di Pisa;
- Chiesa di Santa Maria della Spina.

Palazzi civici:
- Palazzo dell'Arengo, Rimini, 1204
- Broletto, Novara, 1208
- Palazzo dei Priori, Volterra, 1208
- Palazzo dei Trecento, Treviso, 1213
- Palazzi civici, Todi, 1213-1394
- Broletto, Brescia, 1223
- Broletto, Milano, 1228
- Palazzo Municipale, Ferrara, 1245
- Arengario di Monza, 1250
- Palazzo dei Papi, Viterbo, 1257
- Palazzo dei Papi, Orvieto, 1262
- Palazzo del Popolo, Orvieto, 1280

Un posto di particolare rilievo, nell'arte del XIII secolo, è tenuto dall'architettura civile e militare sviluppatasi nell'Italia meridionale con l'imperatore Federico II, e nei secoli successivi, con le dinastie Angioina e Aragonese del Regno di Sicilia. Tra alcune delle opere più importanti si ricordano:

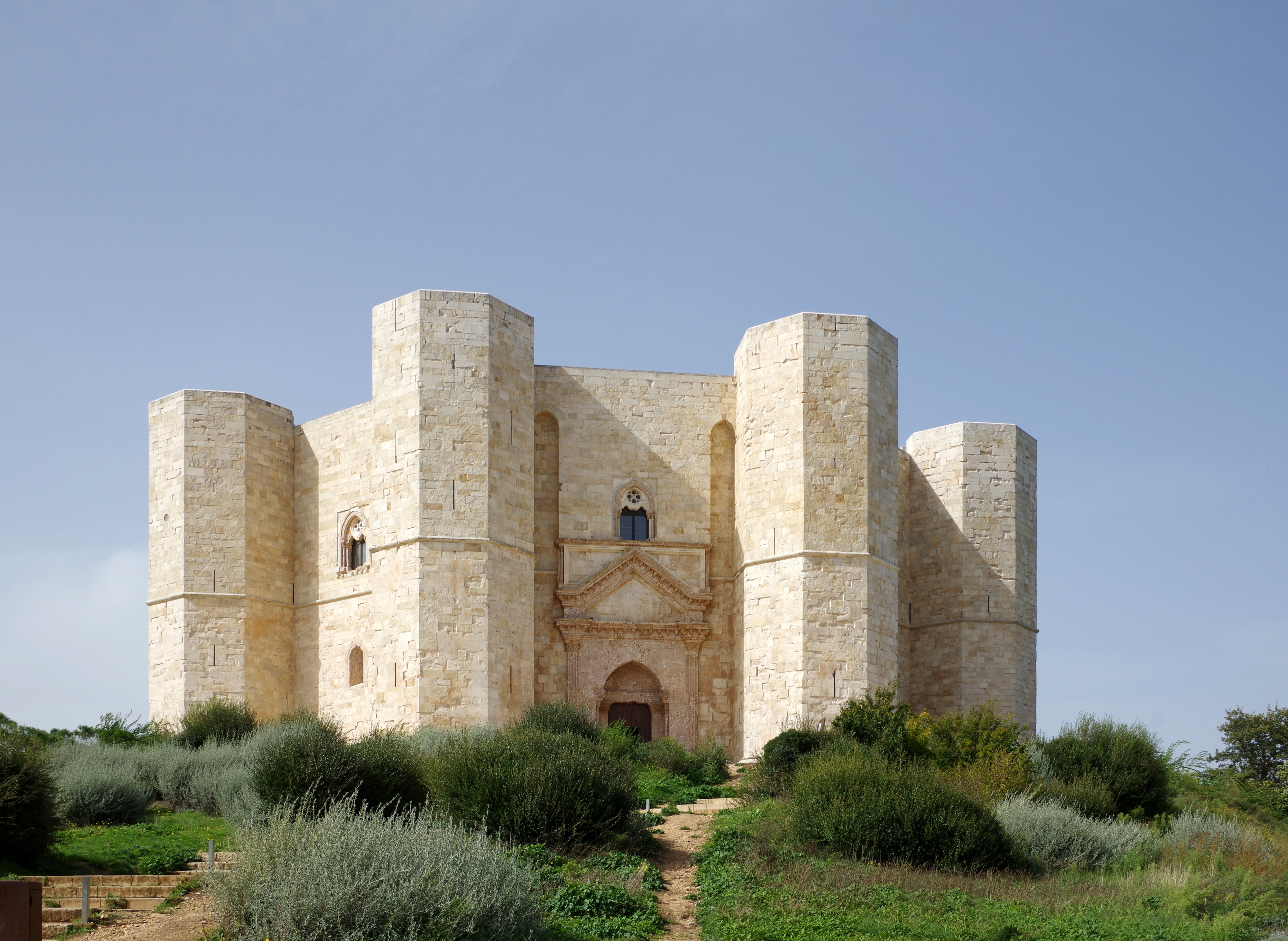
Castel del Monte ad Andria, in Puglia.

- Castello Maniace a Siracusa in Sicilia;
- Castello Ursino a Catania in Sicilia;
- Castel del Monte ad Andria in Puglia;
- Chiesa di Sant'Eligio Maggiore a Napoli;
- Basilica di San Lorenzo Maggiore a Napoli;
- Porta trionfale a Capua (distrutta);
- Chiesa di San Pietro a Majella a Napoli;
- Basilica di Santa Maria di Collemaggio a L'Aquila.

## XIV secolo
Verso la fine del XIII vengono cominciati alcuni importanti cantieri di edifici che verranno realizzati nel corso del Trecento:
- Cattedrale di Santa Maria del Fiore, Firenze, 1279
- Basilica di Santa Croce, Firenze, 1294
- Duomo di Asti, 1295
- Chiesa di San Francesco, Ascoli Piceno, 1371
- Palazzo degli Anziani di Pistoia, secondo quarto del XIV secolo
- Palazzo Rosso di Pisa.
- Castello Visconteo di Pavia, sede della corte di Galeazzo II, Gian Galeazzo e, fino al 1413, di Filippo Maria.
- Facciata del Duomo di Carrara, 1350
- Palazzo della Mercanzia, Bologna, 1382
- La Certosa, fondata come tempio dinastico da Gian Galeazzo nel 1396.

### Gotico Siciliano (periodo angioino)

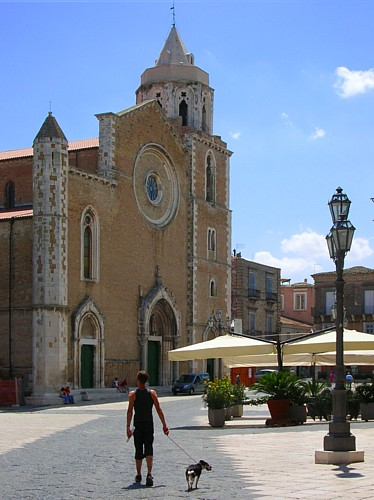
Basilica cattedrale di Santa Maria Assunta di Lucera.

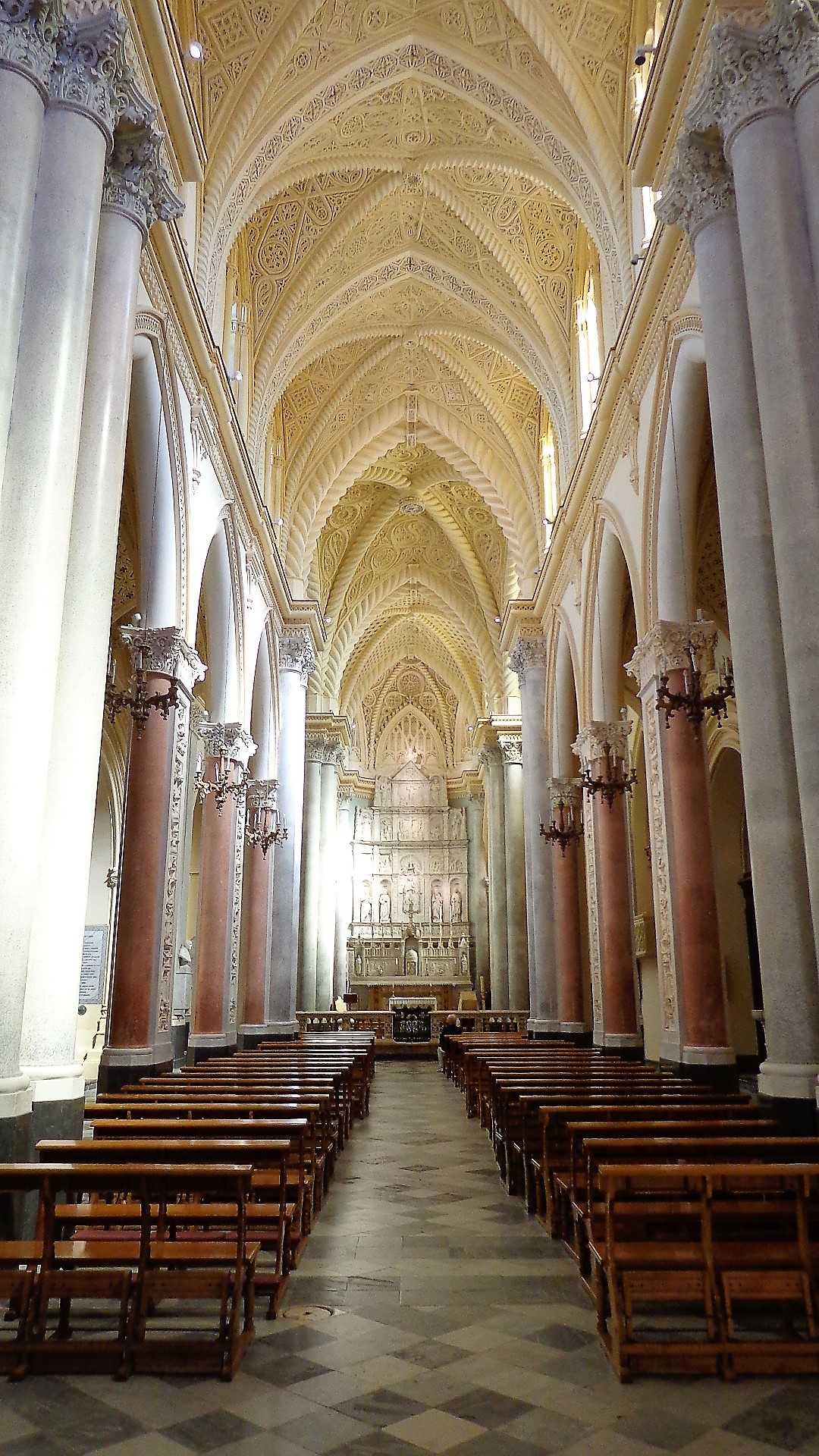
Il Duomo di Erice, in stile catalano.

Con l'avvento degli Angioini, nel meridione d'Italia si sviluppa lo stile gotico-angioino.
A Napoli, capitale del regno, abbiamo i principali esempi:
- Basilica di San Domenico Maggiore;
- Chiesa di Santa Maria Donnaregina Vecchia;
- Basilica di Santa Chiara;
- Maschio Angioino.

In Molise, in stile gotico angioino:
- Torre di Colletorto.

In Puglia, in stile gotico-angioino:
- Basilica cattedrale di Santa Maria Assunta a Lucera;
- Fortezza di Lucera;
- Basilica santuario di San Francesco Antonio Fasani, sempre a Lucera.

### Gotico Siciliano (periodo aragonese)
Sempre nel XIV secolo con l'arrivo degli aragonesi in Sicilia, l’Italia meridionale subisce l’influsso dello stile gotico catalano ed esempio pregevole è il duomo dell'Assunta a Erice. Fiorisce poi il Gotico chiaramontano con Palazzo Chiaramonte-Steri a Palermo, la Chiesa di Maria Santissima Assunta a Castelbuono, o il Castello di Montechiaro a Palma di Montechiaro.

### Tardo Gotico

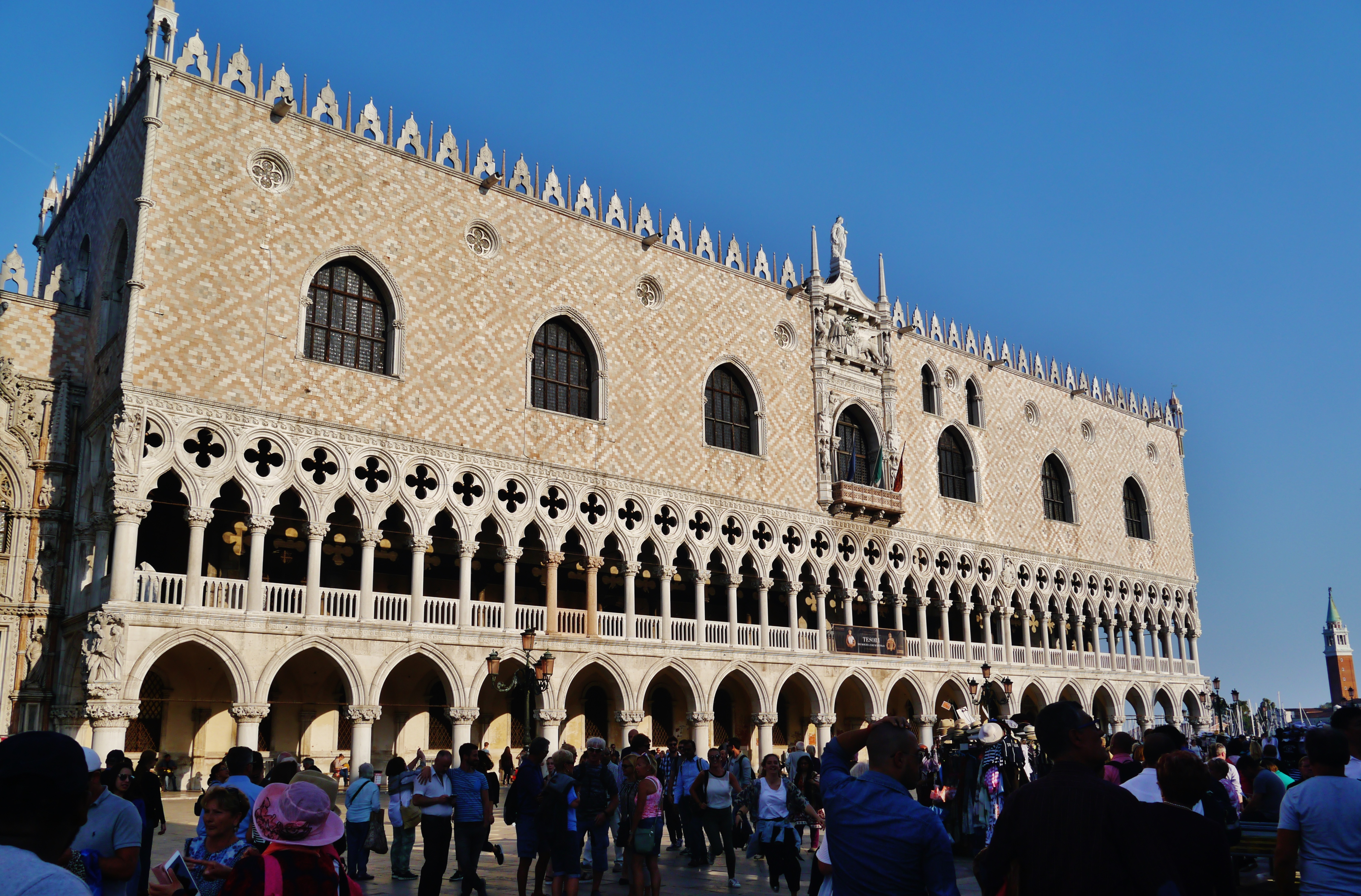
Palazzo Ducale di Venezia.

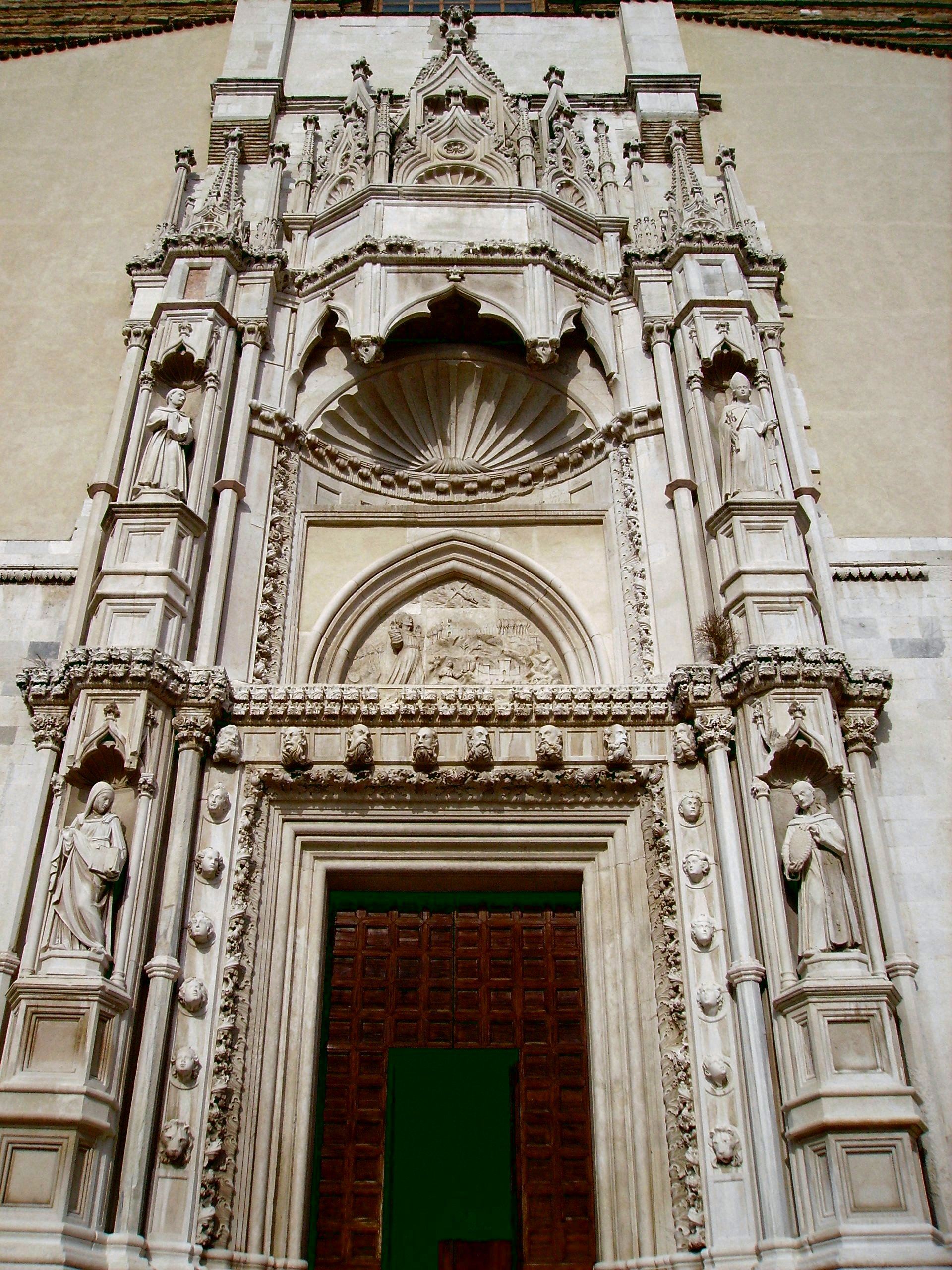
Portale della Chiesa di San Francesco alle Scale di Ancona.

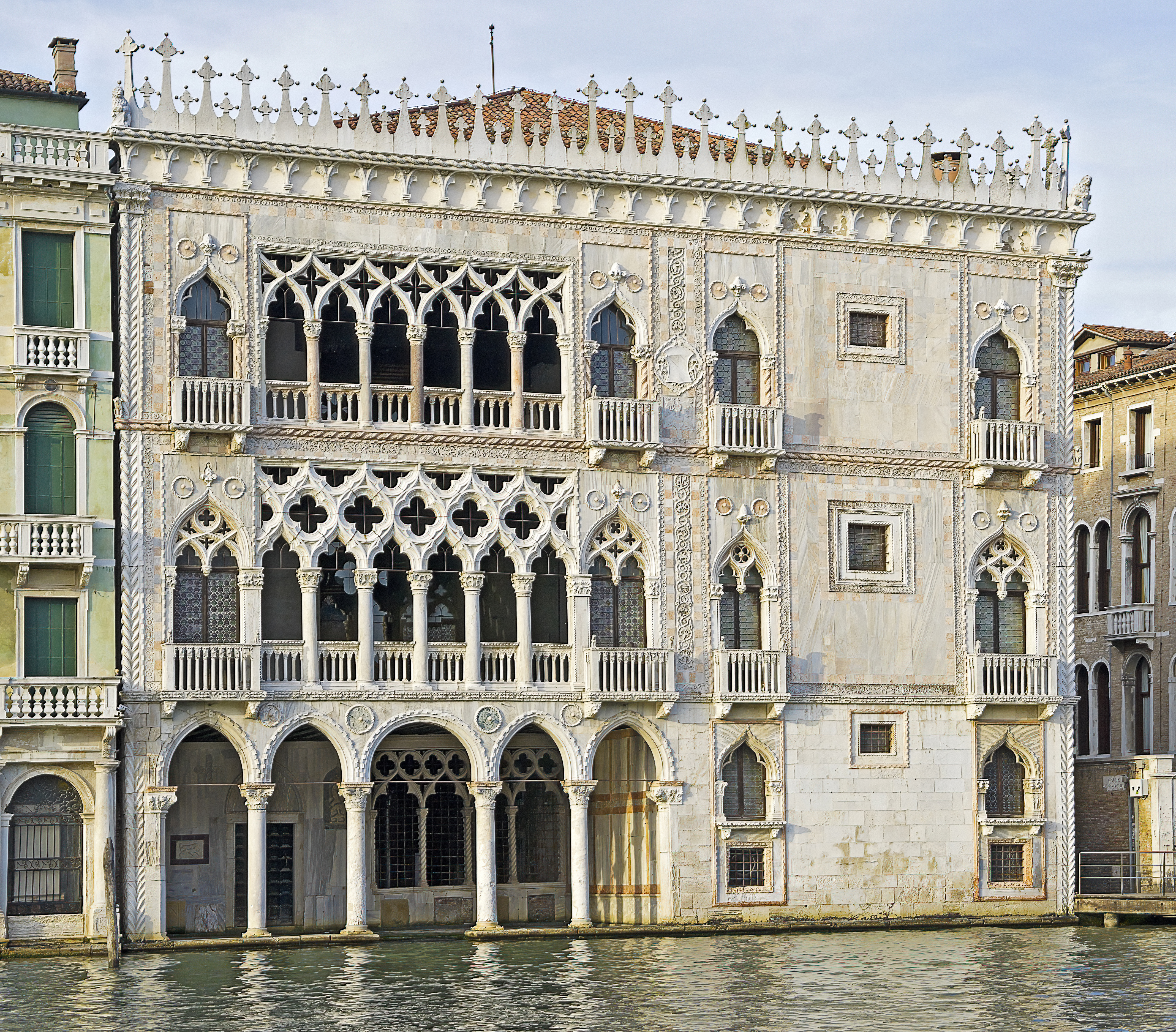
La Ca' d'Oro di Venezia.

Da Venezia si sviluppò un particolare stile ibrido che congiungeva motivi gotici a elementi prettamente bizantini. Connubio perfetto fra oriente e occidente del quale la Serenissima ne era la garante. Questo stile eclettico avvolse tutti i territori veneziani, dall'entro-terra (Veneto), ai domini del medio e alto Adriatico; fino a coinvolgere in modo assai importante la città marinara di Ancona. Architetti di primo piano furono Pietro Basejo e Filippo Calendario, autori del Palazzo Ducale di Venezia; e Giorgio da Sebenico che operò per lo più in Dalmazia e ad Ancona:
- Basilica dei Santi Giovanni e Paolo, Venezia, 1234
- Basilica di Santa Maria Gloriosa dei Frari, Venezia, 1250
- Facciate di Palazzo Ducale di Venezia, 1340
- Campanile del Duomo di Traù, fine XIV secolo
- Chiesa di Sant'Agostino, Pesaro, 1398
- Ca' d'Oro, Venezia, 1424
- Ca' Foscari, Venezia, 1429
- Loggia del Lionello, Udine, 1441
- Loggia dei Mercanti, Ancona, 1442
- Chiesa di San Francesco alle Scale, Ancona, 1454
- Palazzo Pisani Moretta, Venezia, seconda metà del XV secolo
- Chiesa di Sant'Agostino, Ancona, 1460
- Altari di San Doimo e sant'Anastasia nella Cattedrale di Spalato, 1460
- Ca' d'Oro, Vicenza, 1477
- Palazzo Sponza, Ragusa di Dalmazia, 1513

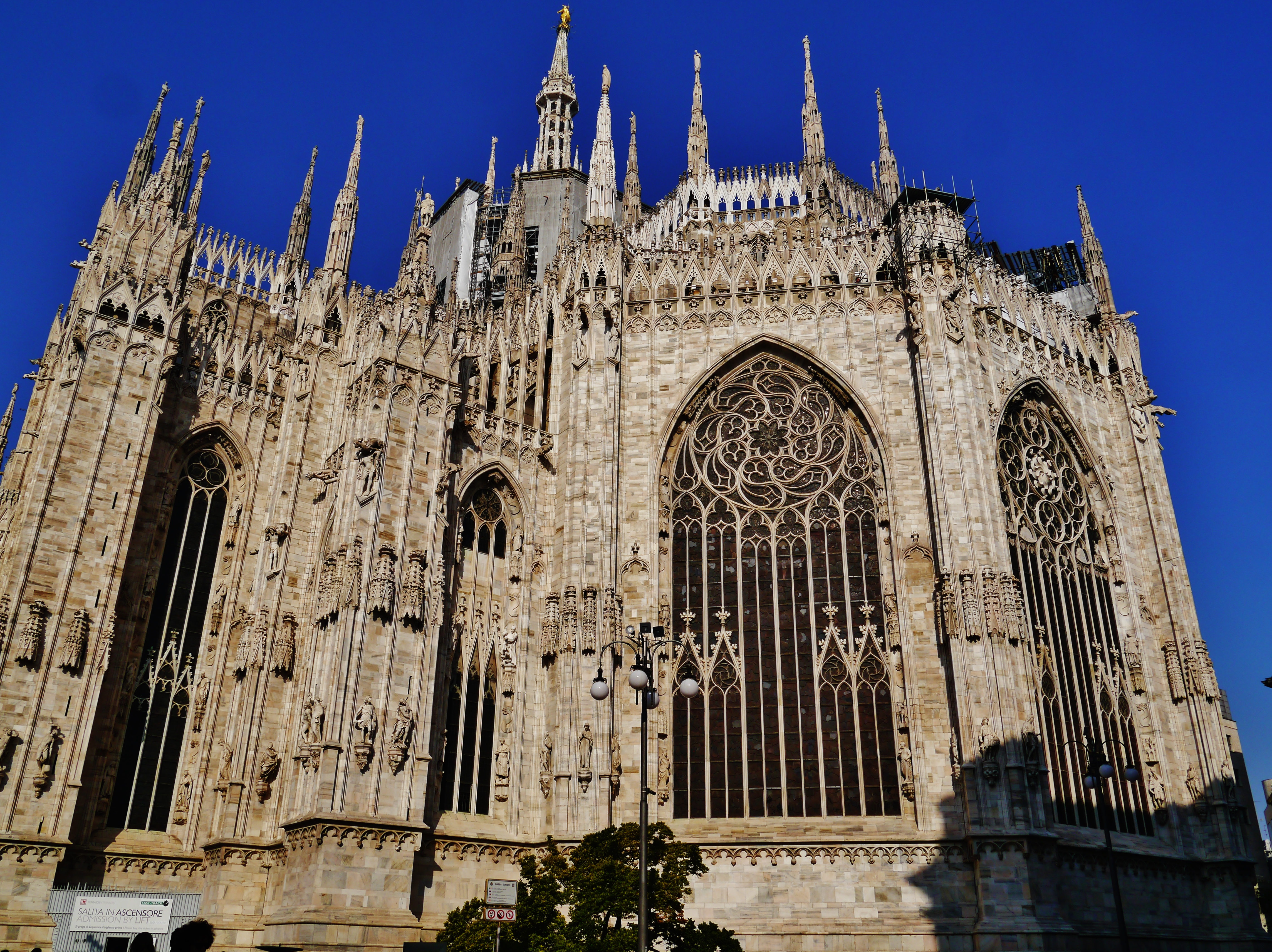
Absidi del Duomo di Milano.

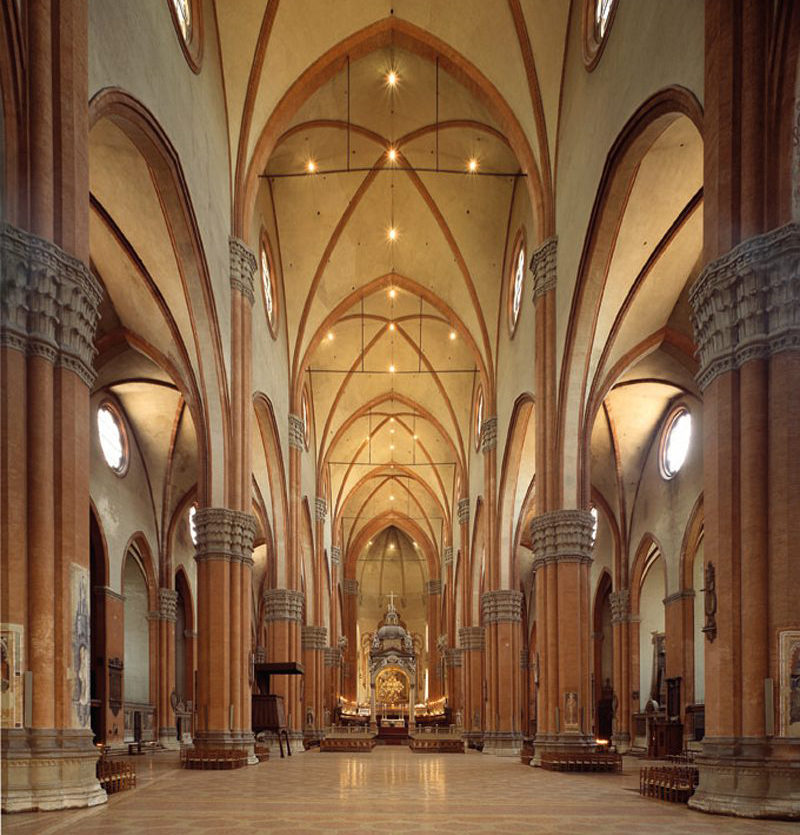
Interno della Basilica di San Petronio a Bologna.

Al termine del secolo verranno iniziati due tra i maggiori cantieri tardo gotici italiani:
- Duomo di Milano. Quest'edificio rappresenta un'eccezione nel panorama artistico italiano per la presenza documentata di architetti dell'Europa centrale, che impostano un progetto affine a quello del duomo di Colonia. L'edificio, il cui progetto sarà fonte di discussioni e conflitti fra architetti italiani e tedeschi e francesi, verrà terminato solo nel XIX secolo in pieno clima di revivalismo neogotico e storicista, integrando ecletticamente fra loro le diverse scuole di pensiero architettonico e le stratificazioni artistiche dovute al protrarsi del cantiere e alle straordinarie dimensioni dell'edificio.
- Basilica di San Petronio, Bologna. Anche questo edificio rappresenta un'eccezione, in quanto venne costruito per volontà dell'autorità pubblica e non dalla Chiesa, per rappresentare le conquiste civiche della città: l'Università, il libero Comune, il Liber Paradisus con cui venne proclamata l'abolizione della schiavitù e la partecipazione alle Crociate. Questa particolarità scaturì una certa conflittualità fra i due poteri; inoltre la chiesa, secondo il progetto, doveva avere dimensioni colossali, tanto da superare anche quelle di San Pietro a Roma. Alla fine, dopo controversie e sotterfugi, i lavori furono arrestati 7 giugno 1594, da Papa Clemente VIII che dispose anche che venisse venduto tutto il materiale edile. La chiesa restò quindi incompiuta dei transetti e della facciata.

## XV secolo
Nel Quattrocento proseguono i cantieri iniziati nei secoli precedenti. Viene realizzata la cupola della cattedrale gotica di Firenze da parte di Filippo Brunelleschi, considerata una delle opere più significative del nuovo linguaggio del Rinascimento, sebbene vada letta quale straordinario frutto tardomedievale della più solida cultura progettuale e tecnica di tradizione. Il XV secolo vede un proseguimento del gotico soprattutto in termini di gotico-civile, tra esempi letti in chiave pienamente gotica troviamo:
- Cattedrale di San Lorenzo e di San Bernandino, Perugia;
- Basilica della Santa Casa, Loreto (1468), già con accenni rinascimentali
- Palazzo dei Priori, Montecassiano
- Basilica di Santa Anastasia, Verona, 1471
- Castel Nuovo di Napoli;
- Palazzo Brancaccio, Napoli (in origine gotico, rimaneggiato poi tra XVII e XIX secolo);
- Palazzo Penne, Napoli;
- Palazzo Petrucci Novelli, Carinola;
- Completamento della torre campanaria del Duomo di Messina;
- Castello Orsini-Odescalchi (tra tardo-gotico e rinascimento), in Lazio;
- Castello di Thiene, in Veneto;
- Palazzo Abatellis, a Palermo;
- Palazzo Ajutamicristo, a Palermo;
- Castello di Fenis, in Valle d'Aosta.

## XVI secolo
Agli inizi del secolo il gotico rimane caratteristica peculiare solo del Meridione, particolarmente della Sicilia, che resterà legata ai modelli tradizionali fino agli anni '10 del XVI secolo, mentre, nell'estremo nord della penisola troviamo invece il completamento del castello di Issogne (la corte d'onore).